# Eva Longyka
Eva Longyka Marušič, slovenska radijska in televizijska voditeljica ter sommeliejka, * 23. oktober 1966, Ljubljana.
Na TV Slovenija je vodila oddaje kot so: Besede, besede, besede, Igre brez meja, osem let je vodila oddajo Lingo. Leta 2002 se je začasno umaknila s televizijskih zaslonov, kamor se je vrnila leta 2007, ko je za mrežo lokalnih tv postaj vodila oddajo Dežela zakladov. Od oktobra 2008 je bila nekaj časa voditeljica na televiziji Info TV. V zadnjih letih na televiziji ne nastopa, je pa zaposlena kot radijska voditeljica na nacionalnem radiu.
Med drugim je ustanovna članica fundacije Z glavo na zabavo.
Diplomirala je iz slovenščine in književnosti.

## Zasebno
Njen mož je zdravnik Saša Marušič, z njim ima dva sinova: Arne Klemen, * 2002 in Jaro Svit * 2006. Njen brat je Jure Longyka.